# آگاممنون گیلیس
آگاممنون گیلیس (یونانی: Αγαμέμνων Γκίλης؛ زادهٔ ۱۸۹۱ - درگذشته نامشخص) بازیکن فوتبال اهل یونان بود.
از باشگاه‌هایی که در آن بازی کرده‌است می‌توان به باشگاه فوتبال پانیونیوس اشاره کرد.